# محمد ابن القزار
ابوعبدالله محمد بن عُبادَه شناخته شده به ابن القَزّاز، (؟ -۱۰۹۵م) شاعر و ادیب عرب اندلسی بود. نزد معتمد بن عباد جایگاهی داشت و نیز روابطی با معتصم بن صمادح داشت. بیشتر شهرت او در شعر، در موشحات بود.  سپس، قصیده‌های برجسته‌ای دارد. فنون شعری‌اش، مدح و غزل بود.